# Peixotoa hispidula
Peixotoa hispidula är en tvåhjärtbladig växtart som beskrevs av Adrien Henri Laurent de Jussieu. Peixotoa hispidula ingår i släktet Peixotoa och familjen Malpighiaceae. Inga underarter finns listade i Catalogue of Life.